# Durward Knowles
Sir Durward Randolph Knowles (Nassau, 1917. november 2. – Nassau, 2018. február 24.) olimpiai és világbajnok bahamai vitorlázó.

## Sportpályafutása
1917. november 2-án született Nassauban. 1948 és 1988 között nyolc olimpián vett részt és minden alkalommal csillaghajóban indult. Az 1956-os melbourne-i olimpián bronzérmes lett.
Az 1964-es tokiói olimpián Cecil Cooke-kal olimpiai bajnok lett. Világbajnokságokon egy arany-, egy ezüst- és két bronzérmet szerzett. Első olimpiáján még a brit csapat tagjaként vett részt, Melbourne-ben azonban már a bahamai csapatot képviselve lett bronzérmes. 1988-ban ő volt a bahamai küldöttség zászlóvivője a nyitóünnepségen.
Tarics Sándor 2016. májusi halála után a legidősebb élő olimpiai bajnok lett.